# جيمس شارب (سياسي أسترالي)
جيمس شارب (بالإنجليزية: James Sharpe)‏ هو صحفي وسياسي أسترالي، ولد في 1868 في أستراليا، وتوفي في 8 يوليو 1935. حزبياً، نشط في حزب العمال الأسترالي. وقد انتخب عضو مجلس النواب الأسترالي عن دائرة Division of Oxley (1901–1934) ‏ (31 مايو 1913 – 5 مايو 1917).